# De Schaduw van een Duistere Koningin
De schaduw van een duistere koningin (Shadow of a Dark Queen) is het eerste boek van de fantasyserie De boeken van de Slangenoorlog van Raymond E. Feist. In deze tetralogie beschrijft de auteur de tweede magische scheuring die Midkemia bedreigt.

## Samenvatting van het boek
Erik von Zwartheide en Ru Avery zijn op de vlucht geslagen nadat ze Eriks halfbroer hebben vermoord, de Baron van Zwartheide. Ze vluchten naar Krondor waar ze al snel gevangengenomen worden door Hertog Robert. Ze worden ter dood veroordeeld, maar eenmaal op het schavot beland blijkt het maar een toneelstukje. Ze krijgen nog één kans door zich te laten opleiden door Robert de Loungville voor de 'Vlammende Adelaars' van Caelis, de zoon van Tomas.
In een geheim kamp, buiten Krondor, worden ze opgeleid tot een elitekorps en doen ze ervaring op in allerlei soorten vechttechnieken. Het wordt steeds duidelijker voor Erik en Ru dat dit een speciale opleiding is en dat het uiteindelijk niet zeker is of ze dit hele avontuur overleven. Na een korte training worden ze ingescheept en beginnen ze aan een drie maanden durende tocht naar Novindus. Eenmaal aangekomen blijkt er al snel iets goed mis te zijn. Een enorm leger is gestaag bezig het hele continent te veroveren. De Smaragden Koningin laat zich door niets tegenhouden en met behulp van de Panthatiërs en de Saaurs verovert ze de ene na de andere stad. Maar het doel van haar verovering ligt een continent verderop. Ondertussen zoekt Miranda, een vrouw die door sommigen een heks genoemd wordt, Puc om zijn hulp in te roepen teneinde het tij te keren. 